# 尼特哈德
尼特哈德（约800年—844年），法兰克历史学家，是安吉尔伯特和贝尔塔的儿子。

## 生平
尼特哈德出生于800年，这一年查理曼大帝加冕为罗马人的皇帝。他的童年可能是在皇宫或者圣里基耶修道院中度过的。直至查理曼驾崩，他的母亲一直居住在皇宫，父亲也正担任修道院院长。尼特哈德可能在帝国学院接受教育，这所学府以提供卓越的军事与文学指导而闻名，而众所周知他也接受过此类培训。
尼特哈德后来保留有圣里基耶修道院院长的职位。无论是在战争时期还是和平时期，他都为他的堂兄秃头查理效力，并在加洛林内战以及841年6月的丰特努瓦战役中与查理并肩作战。他很可能是在与北方军队于昂古莱姆附近交战时战死。他的去世日期学者们存在争议，但现在一般认为是844年6月14日。11世纪时，人们在安吉尔伯特的墓中发现了尼特哈德的尸体，致命伤依然清晰可见。

## 著作
尼特哈德的历史著作共包含四卷，记载了加洛林帝国在皇帝路易一世儿子统治下的历史，特别是838年至843年间的动荡时期。他的著作名为《历史》（Historiae）或《虔诚者路易之子的纷争》(De dissensionibus filiorum Ludovici pii ) ，其珍贵之处在于它剖析了加洛林帝国最终解体的根源。同时，尼特哈德的作品被赞誉为一曲“怀古之哀歌”：
查理曼大帝已逝卅载，

美好时代忆念深刻，祥和静谧遍布四方

只因子民遵循正义之道，

那是众人福祉之道，亦是神之道。

而如今各行其道，纷争不断。

昔日丰饶欢乐尽在眼前，

今朝凋敝悲愁布满山川。
尼特哈德在842年冬天被任命为圣里基耶修道院院长之前，已经完成了他生平前三本书的撰写，而第四本也是最后一本书则是在他担任院长后的843年春天完成的。在这些著作中尼特哈德展现出了他的叙述能力。这些书籍是应秃头查理之请而创作，并专门呈献给他的，证明了尼特哈德与世俗关系较深。
作为一名兼具军事素养与知识背景的学者，尼特哈德的工作继承了色诺芬、尤利乌斯·恺撒、阿米阿努斯·马塞利努斯和弗拉维乌斯·梅罗鲍德斯的传统。对于军事历史学家来说，尼特哈德对高卢骑兵演习的描述具有特别的价值，这不仅是对阿里安《战术手册》（Tactical Handbook）的补充，同时为理解加洛林王朝时期的军事技术提供了印证。
《历史》（Historiae）只有两份手稿遗存，一份大致是同时代的，另一份是残缺的文艺复兴时期文本，对于文本的重建工作毫无用处。
- 尼特哈德著作（法文翻译）的标准评注版是菲利普·劳尔（Philippe Lauer）的版本，即《虔诚者路易之子的纷争》（Histoire des fils de Louis le Pieux, Paris: Champion, 1926）。
- 恩斯特·穆勒 (Ernst Müller) 的 1907 年拉丁文版于 1965 年重新出版，作为《日耳曼历史文献》系列的一部分。
- 由伯恩哈德·沃尔特·肖尔茨和芭芭拉·罗杰斯翻译的英文版，可在《加洛林编年史：法兰克皇家年鉴和尼特哈德的历史》（Carolingian Chronicles: Royal Frankish Annals and Nithard’s Histories, Ann Arbor: University of Michigan, 1972）中找到。

## 扩展阅读
- Nelson, J., , Speculum (Medieval Academy of America), 1985, 60 (2): 251–293, JSTOR 2846472, doi:10.2307/2846472
- Nelson, J., , London: Longman, 1992, ISBN 978-0-582-05584-1
- Scholz, B., , Ann Arbor: University of Michigan Press, 1972, ISBN 978-0-472-06186-0